# Masury (Ohio)
Masury es un lugar designado por el censo (en inglés, census-designated place, CDP) situado en el condado de Trumbull, Ohio, Estados Unidos. Según el censo de 2020, tiene una población de 2001 habitantes.

## Geografía
La localidad está ubicada en las coordenadas 41°12′31″N 80°32′13″O / 41.20861, -80.53694. Según la Oficina del Censo, tiene una superficie total de 9.02 km², de los cuales 8.97 km² corresponden a tierra firme y 0.05 km² están cubiertos de agua.

## Demografía
Según el censo de 2020, hay 2001 personas residiendo en la localidad. La densidad de población es de 223.08 hab./km². El 93.60% de los habitantes son blancos, el 1.35% son afroamericanos, el 0.15% son amerindios, el 0.20% son asiáticos, el 0.60% son de otras razas y el 4.10% son de una mezcla de razas. Del total de la población, el 1.45% son hispanos o latinos de cualquier raza.